# Henry Maxwell (évêque)
Pour les articles homonymes, voir Henry Maxwell et Maxwell.
Henry Maxwell, (c. 1723-1798) est un membre du clergé anglican qui sert dans l'Église d'Irlande comme doyen de Kilmore, puis évêque de Dromore et enfin évêque de Meath.

## Biographie
Il est le plus jeune fils de John Maxwell (1er baron Farnham) et Judith Barry,. En 1759, il épouse Margaret Foster, fille d'Anthony Foster et sœur de John Foster (1er baron Oriel). Leurs deux fils, John et Henry, sont devenus les 5e et 6e barons de Farnham.
Il est ordonné prêtre dans le ministère anglican le 14 février 1748 et trois ans plus tard, il devient le doyen de Kilmore le 28 décembre 1751. Il est nommé évêque de Dromore par le roi George III le 8 février 1765 et nommé par lettres patentes le 5 mars 1765,. Sa consécration a lieu à l'église St Michael de Dublin le 10 mars 1765, sous les auspices de l'archevêque Richard Robinson d'Armagh, et ses co-consécrateurs sont les évêques Arthur Smyth de Meath et Jeremy Taylor de Down et Connor. L'année suivante, il est transféré par lettres patentes à l'évêché de Meath le 15 avril 1766,. Il construit le palais épiscopal à Ardbraccan et contribue généreusement à l'érection de l'église paroissiale. Après avoir gouverné le siège de Meath pendant trente-deux ans, il meurt le 7 octobre 1798 à l'âge de 75 ans et est enterré à Ardbraccan.